# Roberto Ubaldini

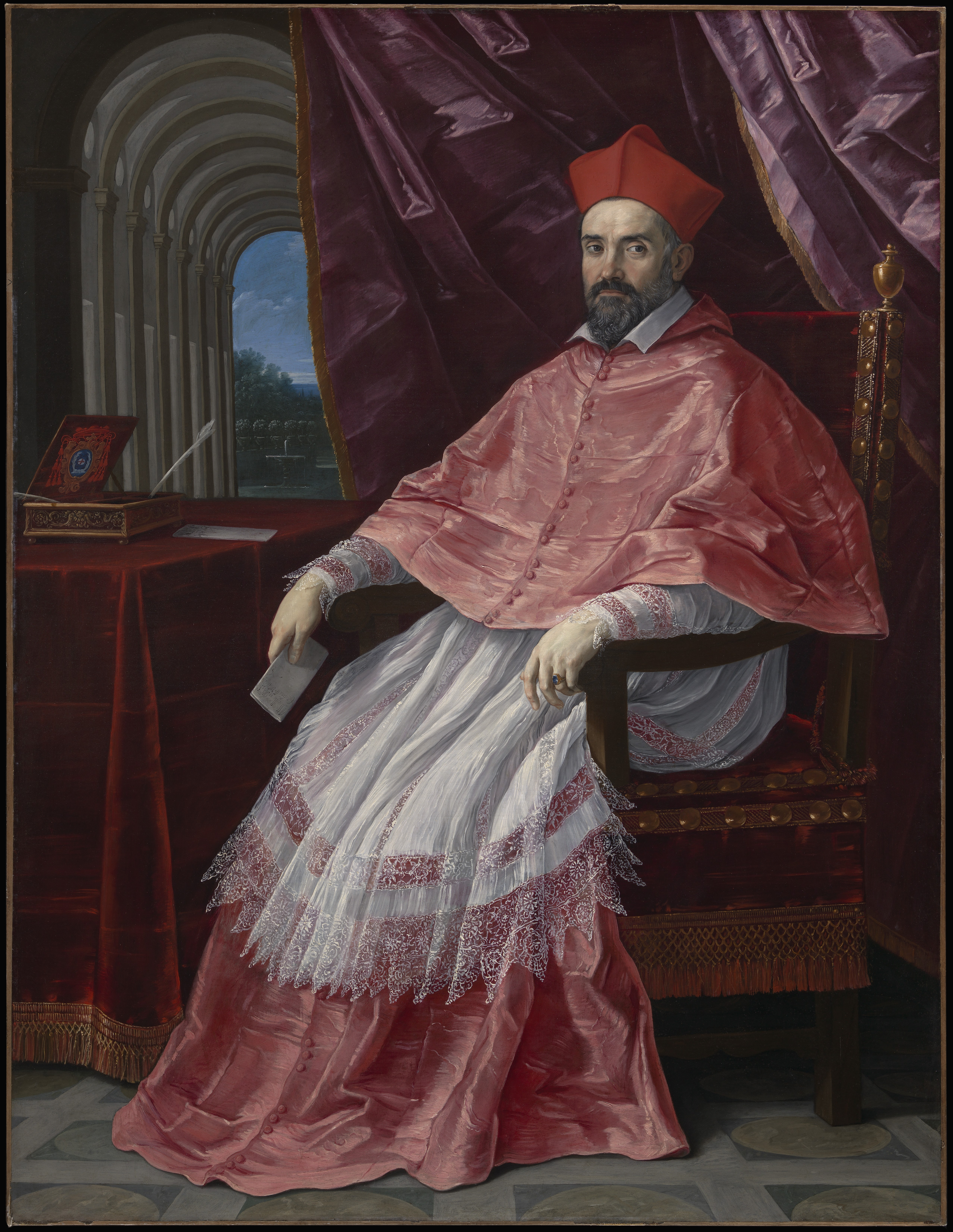
Roberto Kardinal Ubaldini (Porträt von Guido Reni, 1627)

Roberto Ubaldini (* 1581 in Florenz; † 22. April 1635 in Rom), auch Roberto degli Ubaldini, war ein italienischer Bischof und Kardinal der Römischen Kirche.

## Leben

Kardinalswappen (modernes Schema)

Er stammte aus einer adeligen Familie des toskanischen Apennin. Sein Vater war Marco Antonio Ubaldini aus dem Geschlecht der Grafen von Gagliano, seine Mutter war Lucrezia della Gherardesca. Er war ein entfernter Verwandter des Kardinals Ottaviano Ubaldini und mütterlicherseits ein Großneffe des Papstes Leo XI. und entfernter Verwandter des Kardinals Ottavio Ridolfi.
Roberto Ubaldini studierte die Rechte an der Universität Pisa, wo er zum Doctor iuris utriusque promoviert wurde. Er war Kanoniker der Kathedrale von Florenz von 1595 bis 1605 sowie ab 1598 Mitglied des Hofes seines Großonkels, Kardinal Ottavio Ridolfi. Ende Mai 1605 wurde er Kammerherr von Papst Paul V. und am 9. Juli 1606 Kanonikus der Vatikanbasilika, was er jedoch nur bis Oktober 1607 blieb, als er zugunsten seines Bruders Ugone, der zu jener Zeit Nuntius in Frankreich war, zurücktrat.
Am 1. Oktober 1607 wurde er zum Bischof von Montepulciano ernannt. Die Bischofsweihe spendete ihm am 3. Februar 1608 in Paris Kardinal Jacques-Davy Duperron, Mitkonsekratoren waren Henri de Gondi, Bischof von Paris, und Jean de Bonzi, Bischof von Béziers.
Im Konsistorium vom 2. Dezember 1615 erhob Papst Paul V. ihn zum Kardinalat. Der Pontifex ernannte ihn zum Kardinalpriester und verlieh ihm am 28. Februar 1617 den roten Hut sowie am 3. April 1617 die Titelkirche San Matteo in Merulana. Roberto Ubaldini wechselte am 3. Juli 1617 zur Titelkirche Santa Pudenziana, vom Januar 1621 bis zum 22. Mai 1623 war er Präfekt der Kongregation für das Tridentinische Konzil. Er nahm am Konklave 1621 teil, das Papst Gregor XV. wählte. Am 17. Mai 1621 wechselte er zur Titelkirche Sant’Alessio und war Legat in Bologna ab dem 22. Mai 1623, was Papst Urban VIII. 1624 bestätigte. Roberto Ubaldini hatte diese Position bis zum Oktober 1627 inne, als er beim Papst in Ungnade fiel, da er den Protest von Kardinal Gaspar Borja gegen die profranzösische und gegen Spanien gerichtete Politik des Papstes unterstützt hatte. Er nahm am Konklave 1623 teil, aus dem Urban VIII. als Papst hervorging. Noch vor dem 2. Oktober 1623 trat er von seinem Bischofsamt in Montepulciano zurück. Vom 10. Januar 1628 bis zum 8. Januar 1629 war er Kämmerer des Heiligen Kardinalskollegiums. Er wechselte nochmals seine Titularkirche zu Santa Prassede am 20. August 1629.
Kardinal Ubaldini starb in Rom und wurde dort in der Kirche Santa Maria sopra Minerva beigesetzt.